# تيلوريد الفضة
 تيلوريد الفضة  تلوريد له الصيغة Ag2Te، ويكون على شكل بلورات سوداء. عدد أكسدة الفضة في هذا المركب +1. تجدر الإشارة إلى أنه يوجد تيلوريد للفضة الثنائية (عدد أكسدة الفضة +2) له الصيغة AgTe وهو مركب شبه مستقر. توجد أيضاً الصيغة Ag5Te3 من تيلوريد الفضة.

## الخواص
- تتبع بلورة تيلوريد الفضة النظام البلوري أحادي الميل تحت الدرجة 133°س حيث يكون بالشكل β-Ag2Te وهو الشكل الثابت له.[2]
- يظهر مركب تيلوريد الفضة اللا متناسب Non-stoichiometric، (أي بوجود نسب غير متناسبة من أيونات الفضة إلى أيونات التيلوريد)، مقاومة مغناطيسية كبيرة.[3]

## الوفرة الطبيعية
يوجد تيلوريد الفضة في الطبيعة على شكل معدن الهيسيت Hessite، كما يوجد مركب تيلوريد الفضة الثنائية في معدن إمبريسيت Empressite.

## الاستخدامات
يعد تيلوريد الفضة غير اللامتناسب من شبه الموصلات التي يمكن إشابتها إما بالنمط السالب n-type أو الموجب p-type وذلك يعتمد حسب نسبة التيلوريد إلى الفضة.